# Тимирязевский проезд
Тимиря́зевский прое́зд (с 1927 года до 1937 года — Тимиря́зевский переу́лок) — проезд, расположенный в Северном административном округе города Москвы на территории Тимирязевского района.

## История
Проезд получил современное название в 1937 году, до переименования носил название Тимиря́зевский переу́лок, данное в 1927 году. И современное, и историческое названия даны по близости к Сельскохозяйственной академии имени К. А. Тимирязева.

## Расположение
Тимирязевский проезд проходит от Лиственничной аллеи на северо-запад параллельно Тимирязевской улице до улицы Прянишникова. Нумерация домов начинается от Лиственничной аллеи.

## Примечательные здания и сооружения
По нечётной стороне:
По чётной стороне:

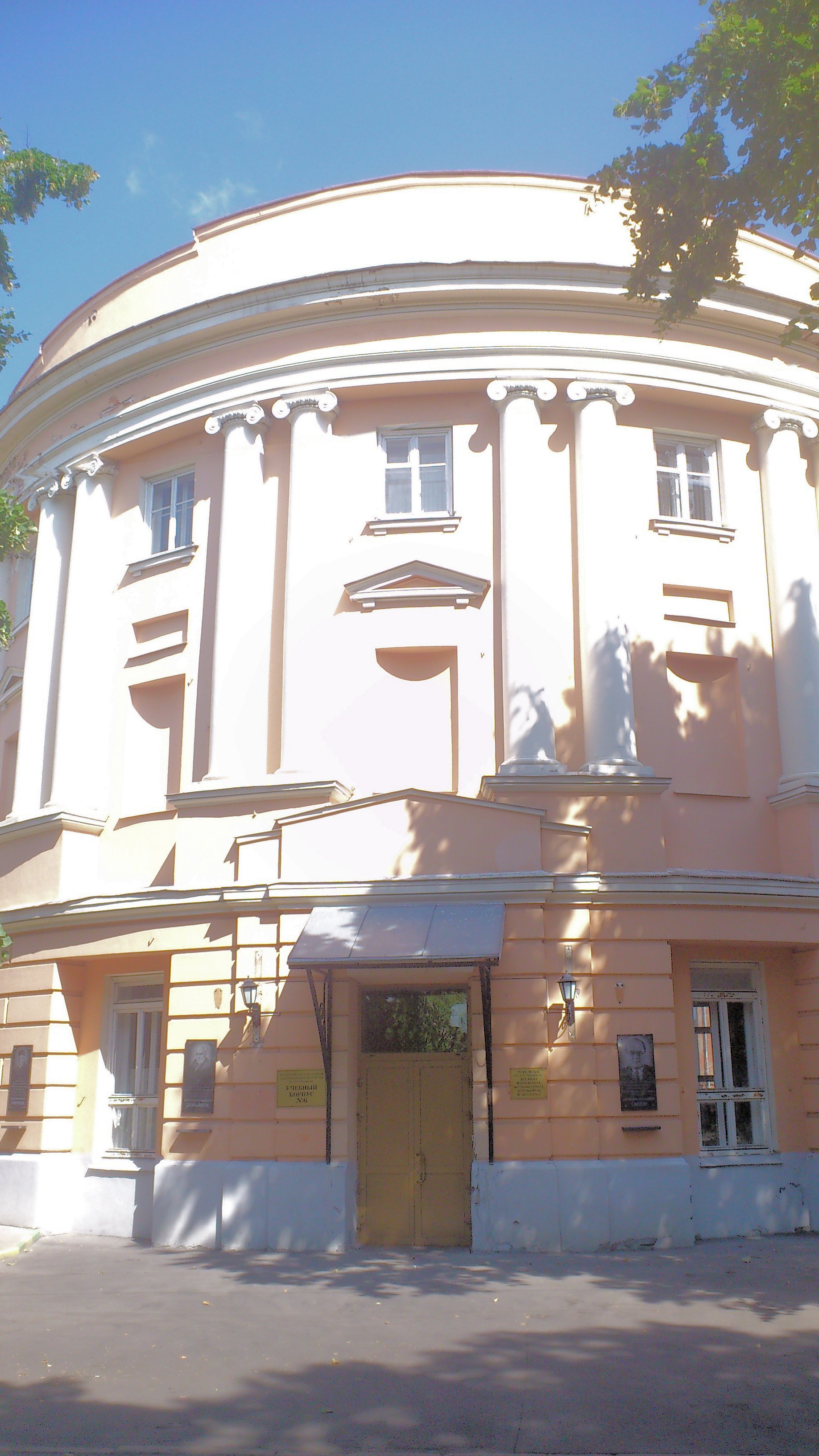
Учебный корпус № 6.

- Дом № 2 — учебный корпус № 6 Московской сельскохозяйственной академии имени К. А. Тимирязева
- Дом № 4 — коттедж (жилой дом) профессуры Петровской земледельческой академии, построенный в 1874 году архитектором Иеронимом Китнером в викторианском стиле. В доме в разное время проживали микробиолог и физиолог растений Н.Н. Худяков, агроном И.А. Стебут, ботаник С.И. Ростовцев, экономисты И.И. Иванюков, А.В. Чаянов, зоолог Н.М. Кулагин, почвовед и метеоролог А.А. Фадеев, агрофизик А.Г. Дояренко, химики И.А. Каблуков, Н.Н. Демьянов, гидроинженер А.Н. Костяков.

## Транспорт

### Наземный транспорт
По Тимирязевскому проезду не проходят маршруты наземного общественного городского транспорта. Западнее проезда, на Тимирязевской улице, расположена остановка «ТСХА» трамваев 27, 29, автобусов 22, 72, 87, 595, 801.

### Метро
- Станция метро «Петровско-Разумовская» Серпуховско-Тимирязевской и Люблинско-Дмитровской линий — восточнее проезда, недалеко от пересечения Дмитровского шоссе с Верхней аллеей.

### Железнодорожный транспорт
- Платформа Петровско-Разумовская Московского региона Октябрьской железной дороги — северо-восточнее проезда, на Валаамской улице.